# Bokura ga Ita
Bokura ga Ita (яп. 僕等がいた Бокура га ита, «Это были мы») «We Were There» — манга Юки Обаты. Издавалась в Betsucomi с 2002 по 2012 год. В начале 2008 года публикация приостановилась до июня 2009. Танкобоны выпускает издательство Shogakukan. По манге студией Artland был создан аниме-сериал, транслировавшийся на телевидении с 3 июля по 25 декабря 2006 года. Всего было снято 26 серий по 25 минут каждая.
В 2005 году манга получила премию манги Shogakukan в категории «сёдзё».
В 2012 году режиссёром Такахиро Мики был снят игровой фильм «Это были мы».

## Сюжет
Первый год старшей школы. Главная героиня Нанами Такахаси попадает в один класс с Яно Мотохару, парнем, в которого влюблена большая часть девчонок в школе. Хотя сама девушка не имеет ни малейшего представления о нём до одного случая.

## Роли озвучивали
- Сасаки Нодзоми — Нанами Такахаси
- Хироси Ядзаки — Мотохару Яно
- Эрина Накаяма — Юри Ямамото
- Такудзи Кавакубо — Масафуми Такэути
- Каори Симидзу — Мидзу-тин
- Юка Тэрасаки — Такатян
- Ацуко Эномото — Аяка Такэути